# Forcipomyia declivis
Forcipomyia declivis är en tvåvingeart som beskrevs av Debenham 1987. Forcipomyia declivis ingår i släktet Forcipomyia och familjen svidknott. Inga underarter finns listade i Catalogue of Life.